# Ischia (vino)
L'Ischia è una DOC riservata ad alcuni vini la cui produzione è consentita nella città metropolitana di Napoli.